# Oliveri
Oliveri – miejscowość i gmina we Włoszech, w regionie Sycylia, w prowincji Mesyna.
Według danych na rok 2004 gminę zamieszkiwało 2071 osób, 207,1 os./km².